# Viktor Schlossar

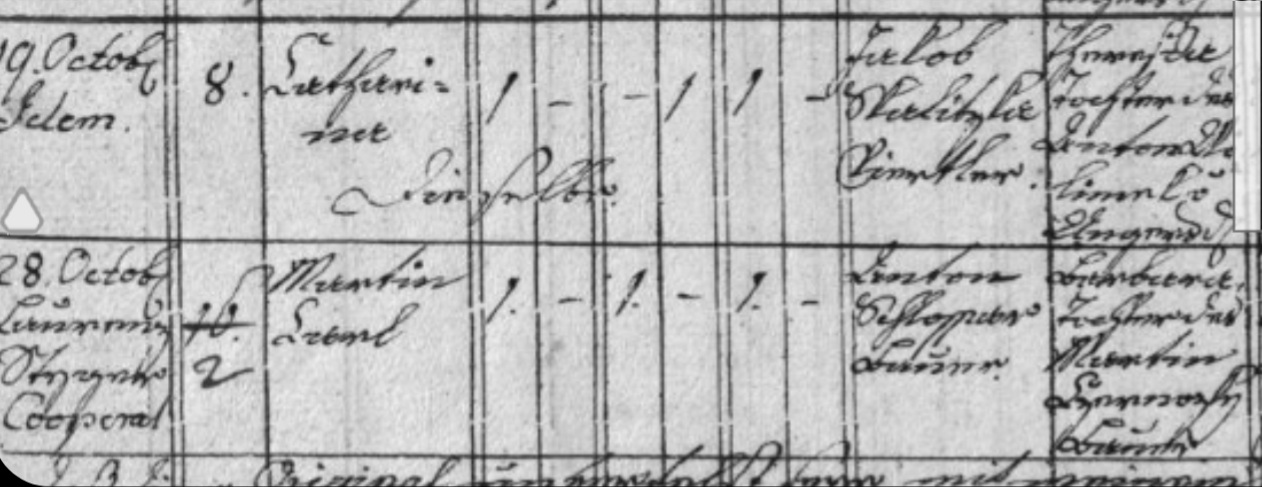
Matriční záznam o narození a křtu v Klokočí

Viktor Schlossar OSB (vlastním jménem Martin Karel Schlossar, česky též Šlosar, 28. října 1793 Klokočí – 16. srpna 1854 Rajhrad) byl moravský římskokatolický duchovní, benediktin a od roku 1832 až do své smrti opat rajhradského kláštera.

## Život
Narodil se v Klokočí poblíž Drahotuš u Hranic do rodiny rolníka Antonína Schlossara a jeho choti Barbory Černocké.
Po ukončení školy v Lipníku studoval v letech 1807-1812 na gymnáziu v Kroměříži a v letech 1807-1812 filozofii na lyceu v Olomouci. Roku 1814 vstoupil do řádu benediktinů, kde přijal řádové jméno Viktor a roku 1816 začal studovat teologii, kterou za tři roky dokončil. Roku 1817 také složil slavné řeholní sliby a v září 1819 podstoupil kněžské svěcení.
Po vysvěcení na kněze začal působit jako kooperátor v Rajhradě, kde byl během svého působení jmenován administrátorem ve Šlapanicích a novicmistrem. Posléze se stal tajemníkem opata, archivářem a knihovníkem v Rajhradě.
V červenci roku 1832 se dočkal své největší funkce - stal se opatem.
Jako opat usiloval o obohacení rajhradského klášera, nechal zrenovovat kostel, napsal nové stanovy a klášterní bibliotéce koupil každý rok 1000 knih.
Byl členem různým spolku Společnost pro zvelebení orby a vlasteneckého dějepisu Moravy a Slezska.
Zemřel 16. srpna 1854, kdy jej náhle ranila mrtvice.